# خلية لمفاوية

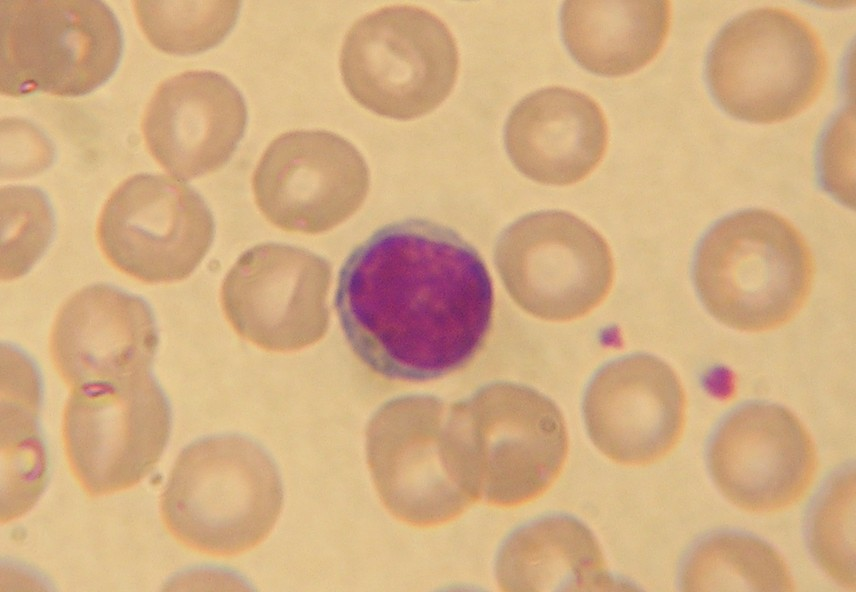
صورة بمجهر ضوئي لخلية لمفاوية كبيرة، وتظهر بعد استعمال الصبغة محاطة بكريات الدم الحمر

الخلية اللمفية أو الخلية اللمفاوية هي أحد أنواع الخلايا البيضاء، ويتم تقسيمها إلى لمفاويات كبيرة ولمفاويات صغيرة. تسمى اللمفاويات الكبيرة بالقاتلة الطبيعية وتتلخص وظيفتها في القضاء على الفيروسات والخلايا السرطانية ؛ أما الخلايا اللمفاوية الصغيرة فيتم تقسيمها إلى خلايا تائية و لمفاويات بائية، ومن وظائفها إنتاج الأضداد وتنظيم نمو الخلايا المناعية الأخرى.
يطلق اسم كثرة اللمفاويات عندما يرتفع عددها إلى أكثر من 4 آلاف في الميكرولتر (4 × 910/لتر) وكما مرّ سابقاً فإن عددها عند الأطفال يكون أعلى منه عند البالغين. يشاهد ارتفاع معتدل في عدد اللمفاويات في السعال الديكي. وفي معظم الأخماج الفيروسية وفي التدرّن والحمّى المالطية والسفلس وفي ما يسمّى فرط اللمفاويات الخمجي، حيث قد يصل عددها أحياناً إلى المائة ألف/ الميكرو لتر إلاّ أنّ ما يميـِّز كل هذه الحالات هو شكل اللمفاويات السوي. ويرتفع عدد اللمفاويات أيضاً ويتغير شكلها في بعض الأخماج المُحدثة بفيروس إبستين – بار Epstein – Bar أو بالفيروس المضخِّم للخلايا Cytomegalovirus أو الفيروسات المحدثة لالتهاب الكبد الإنتاني. إلاّ أنّ ارتفاعها المستمر يجب أن يوجه نحو التشخيص الباكر للأبيضاض اللمفاوي المزمن أو اللمفوما لاهودجكين ذات الخلايا اللمفاوية الناضجة.

## الخلايا اللمفاوية البائية
- تستجيب استجابة مناعية نوعية خلطية
- تعتبر الخط الدفاعي رقم3 إستراتيجية الأولى
- تنتج أجسام مضادة للقضاء على مولدات الضد
- تتميز الأجسام المضادة بالنوعية"
- تشكل ذاكرة لحفظ مولد الضد عند التماس الأول معه لتشكل استجابة سريعة عند التماس الثاني

## الخلايا اللمفاوية التائية
- تستجيب استجابة مناعية نوعية خلوية
- تعتبر الخط الدفاعي رقم3 الإستراتيجية الثانية
- تفجر وتدمر الخلايا المصابة فعند وصول الجسم لهذه المرحلة تقوم هذه الخلايا بمهاجمة كل ماهو غريب عن الجسم من طعوم غير ذاتية مزروعة وحتى الجنين عند الحامل إلا أن الحامل تتناول دواء يمنع مفعول هذه الخلايا.
- تشكل ذاكرة لحفظ مولد الضد عند التماس الأول معه لتشكل استجابة سريعة عند التماس الثاني
- معني استجابة مناعية خلوية هي استجابة اللمفاويات التائية
- ملاحظة:

عند تغلب الميكروبات على البلعميات تدخل اللمفاوية البائية فتتعرف على مولد الضد ثم تنتج أجسام مضادة لتعديل مولدات الضد
وعند تغلب الميكروبات على اللمفاوية البائية تدخل اللمفاوية التائية فلا تهاجم المكروبات إنما تفجر الخلايا المصابة
تسمى المناعة النوعية

## كيفية نضج الكريات اللمفاوية T و B
- نضج الكريات اللمفاوية T (L.T) يترجم بتركيب مستقبلات غشائية كل مجموعة من اللمفاويات تشكل مستقبلات نوعية لا تثبت إلا نوع معين من مولدات المضاد تسمى هده المستقبلات المستقبلات T.
- تخضع اللمفاويات داخل الغدة الزعترية إلى انتقائيين متتاليين وتبين التجربة نتائج كل انتقاء.
- نأخذ كرية لمفاوية T من النخاع العظمي.
- يتم تركيب مستقبلات من طرف كرية لمفاوية T.
- الانتقاء الأول : تعرض خلايا السعترية CMH إذا تعرفت عليه L.T يحتفظ بها أما إذا لم يتلاءم المستقبل T للخلية اللمفاوية T مع CMH المعروف يتم إقصاء اللمفاوية.
- الانتقاء الثاني : تعرض خلايا السعترية بيبتيدات ذاتية بواسطة CMH.

إذا تعرفت L.T على البيبتيدات الذاتية يتم إقصائها (لأنها قادرة على مهاجمة الذات) إذا لم تتعرف L.T على البيبتيدات الذاتية يحتفظ بها لأنها موجهة ضد الغير (أي ضد الأجسام غير الذاتية من بكتريا وجراثيم)
في النهاية الانتقائيين تغادر الغدة السعترية لمفاويات T قادرة على التعرف على CMH بيبتيدات الذاتية نقول أن هذه اللمفاويات ذات كفائة مناعية
- ملحوظة: تخضع اللمفاويات L.B) B) لنضج داخل النخاع العظمي حسب نفس المبدأ.

## اقرأ أيضا
- خلية بلازمية
- خلية بائية
- نظام المناعة
- خلية تي ذاكرة
- خلية بي ذاكرة
- خلية تي خام
- خلية بي خام
- معقد التوافق النسيجي الكبير
- كثرة اللمفاويات